# پره رو
پره رو (به ایتالیایی: Perrero) یک کومونه در ایتالیا است که در استان تورین واقع شده‌است.

## خصوصیات
پره رو ۶۳٫۴ کیلومترمربع مساحت و ۷۷۹ نفر جمعیت دارد.